# Lasioglossum obscurum
Lasioglossum obscurum är en biart som först beskrevs av Robertson 1892. Den ingår i släktet smalbin och familjen vägbin. Inga underarter finns listade i Catalogue of Life.

## Beskrivning
Huvudet och mellankroppen är guldgröna till blågröna. Clypeus övre del är brunsvart, medan den undre delen och partiet ovanför clypeus och käkarna är bronsfärgade. Antennerna är mörkbruna med främre delens undersida gulbrun. Benen är bruna med röda fötter hos honan, brungula hos hanen. Vingarna är halvgenomskinliga med brunorange ribbor och rödbruna vingfästen (de senare kan dra sig åt orange hos honan). Bakkroppen är övervägande mörkbrun, med halvgenomskinligt brungula bakkanter på tergiter och sterniter. Behåringen är hos båda könen dunkelt vitaktig, mycket gles hos honan, tätare över nederdelen av ansiktet hos hanen. Hos hanen är även behåringen på bakkroppens undersida kraftig. Kroppslängden är 4,9 till 5,9 mm hos honan, 5,4 till 5,9 mm hos hanen.

## Utbredning
Lasioglossum obscurum är en vanlig art vars utbredningsområde sträcker sig från Ontario i Kanada samt i USA från Wisconsin till New York i norr och med en sydgräns från Missouri till North Carolina.

## Ekologi
Arten är polylektisk, den flyger till blommor från flera familjer, som flockblommiga växter, korgblommiga växter, korsblommiga växter, kransblommiga växter, ljungväxter, ärtväxter, grobladsväxter, gräs, slideväxter, ranunkelväxter och rosväxter.
Lasioglossum obscurum är ettårigt social, det vill säga samhällsbildande med arbetare som hjälper den samhällsgrundade honan/drottningen att ta hand om avkomman. Bona grävs ut i sand.